# Le Triomphe de la République
Le Triomphe de la République est un groupe monumental en bronze de Jules Dalou, situé dans le jardin de Marianne, au centre de la place de la Nation à cheval sur les 11e et 12e arrondissements de Paris.

## Historique
Afin de commémorer la République française, un concours pour la conception d'un monument est lancé par la municipalité parisienne dès 1878. Ce sont les frères Léopold Morice, sculpteur, et François-Charles Morice, architecte, qui remportent le concours et leur Monument à la République est mis en œuvre pour orner la place de la République, il sera terminé en 1883.
Le projet novateur et remarqué de Jules Dalou, non selectionné parmi les trois finalistes, son projet ne correspondant pas au programme, retient néanmoins l'attention du public et de la ville de Paris qui passe commande de sa réalisation en bronze pour être installée au centre de la place de la Nation. Dalou mettra vingt ans pour terminer cette œuvre colossale. À l'occasion des fêtes du centenaire de la Révolution française, le modèle à grandeur du monument en plâtre peint est inauguré le 21 septembre 1889, lors d'une cérémonie présidée par Sadi Carnot. Dalou insista pour que le groupe soit fondu par le procédé de la cire perdue par Pierre Bingen. Mais devant les difficultés de cette technique appliquée à un monument de cette taille, la version définitive en bronze fut majoritairement fondue par Thiébaut Frères, au moyen du procédé de la fonte au sable. Elle sera inaugurée dix ans après, le 19 novembre 1899, lors d'une cérémonie présidée par Émile Loubet.
En 1908, des monstres des mers en bronze, réalisés par le sculpteur animalier Georges Gardet, sont installés dans le bassin. Ces animaux, symboles des forces de la réaction impuissante qui crachent des jets d'eau vers le groupe monumental, reprennent une idée qui avait été esquissée puis abandonnée par Dalou. Ces éléments en bronze seront enlevés sous le régime de Vichy, dans le cadre de la mobilisation des métaux non ferreux. Le bassin disparaît durant les années 1960 lors de la construction de la première ligne du Réseau Express Régional qui passe sous la place de la Nation.
Depuis la disparition de ce bassin (remplacé par le jardin de Marianne), Le Triomphe de la République a plusieurs fois servi de cadre à des photographies liées à des mouvements populaires, notamment lors des manifestations de Mai 68, ou celles des 10 et 11 janvier 2015.

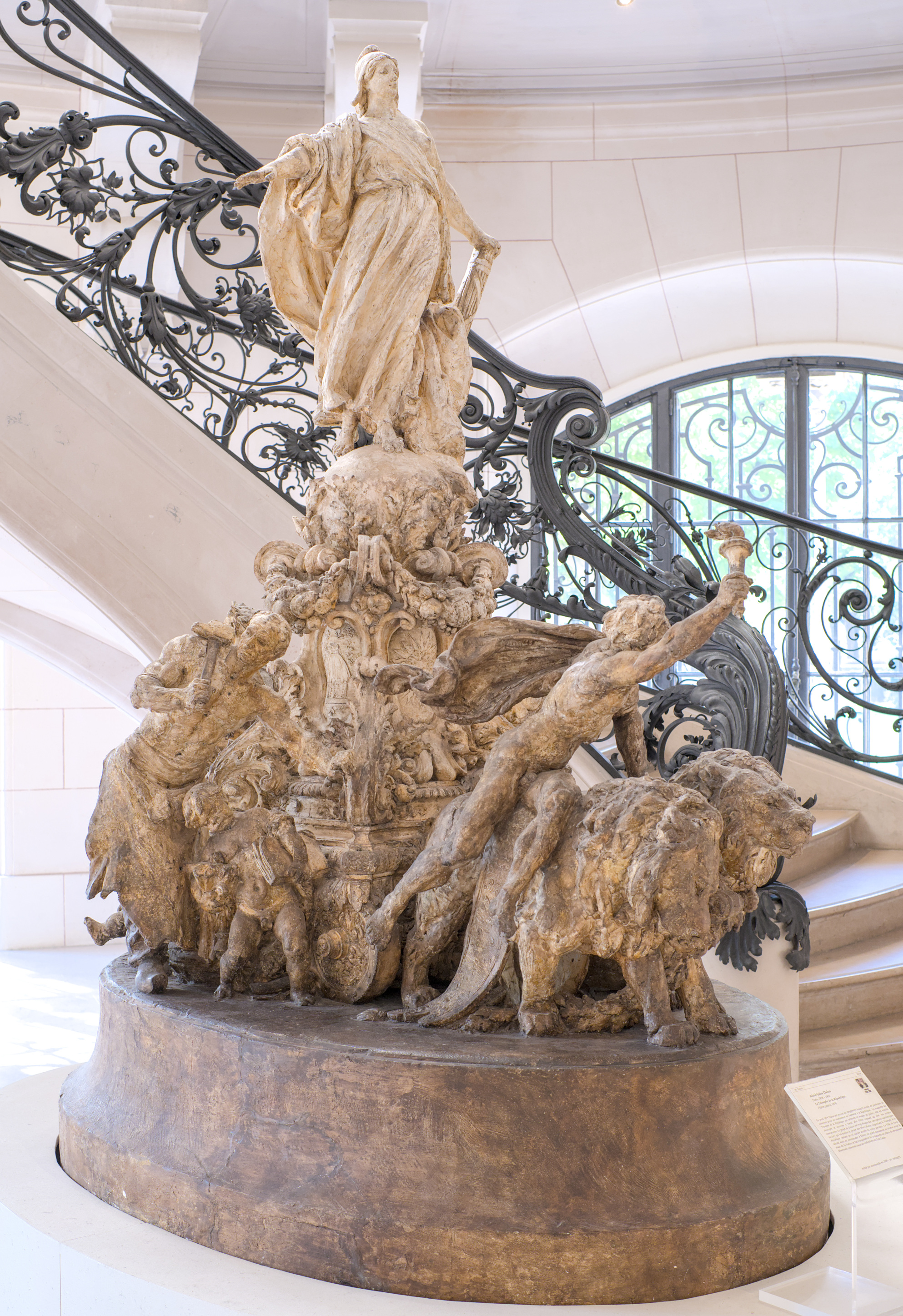
Modèle en plâtre (Petit Palais)
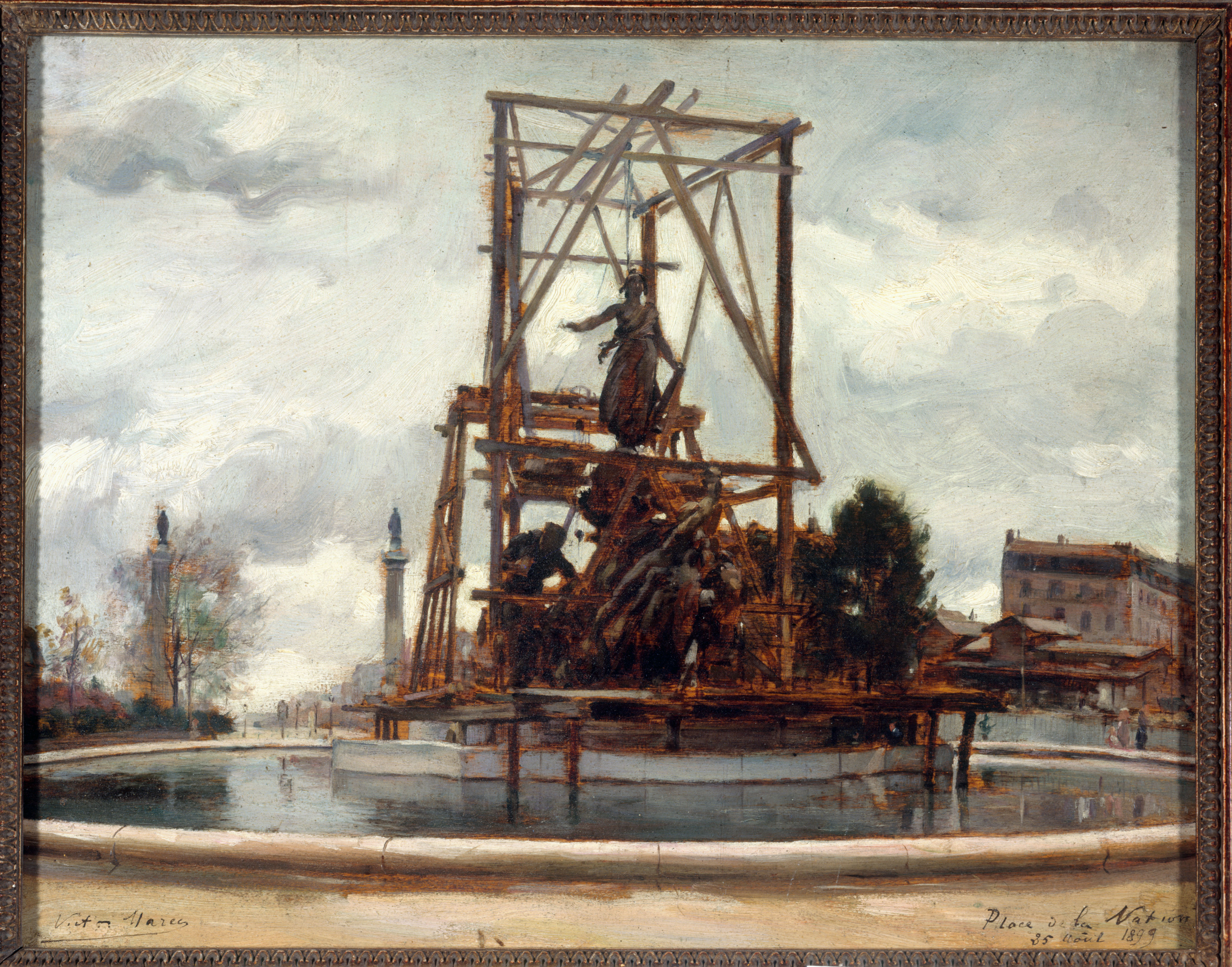
Mise en place du monument du "Triomphe de la République"  (musée Carnavalet - Victor Marec).
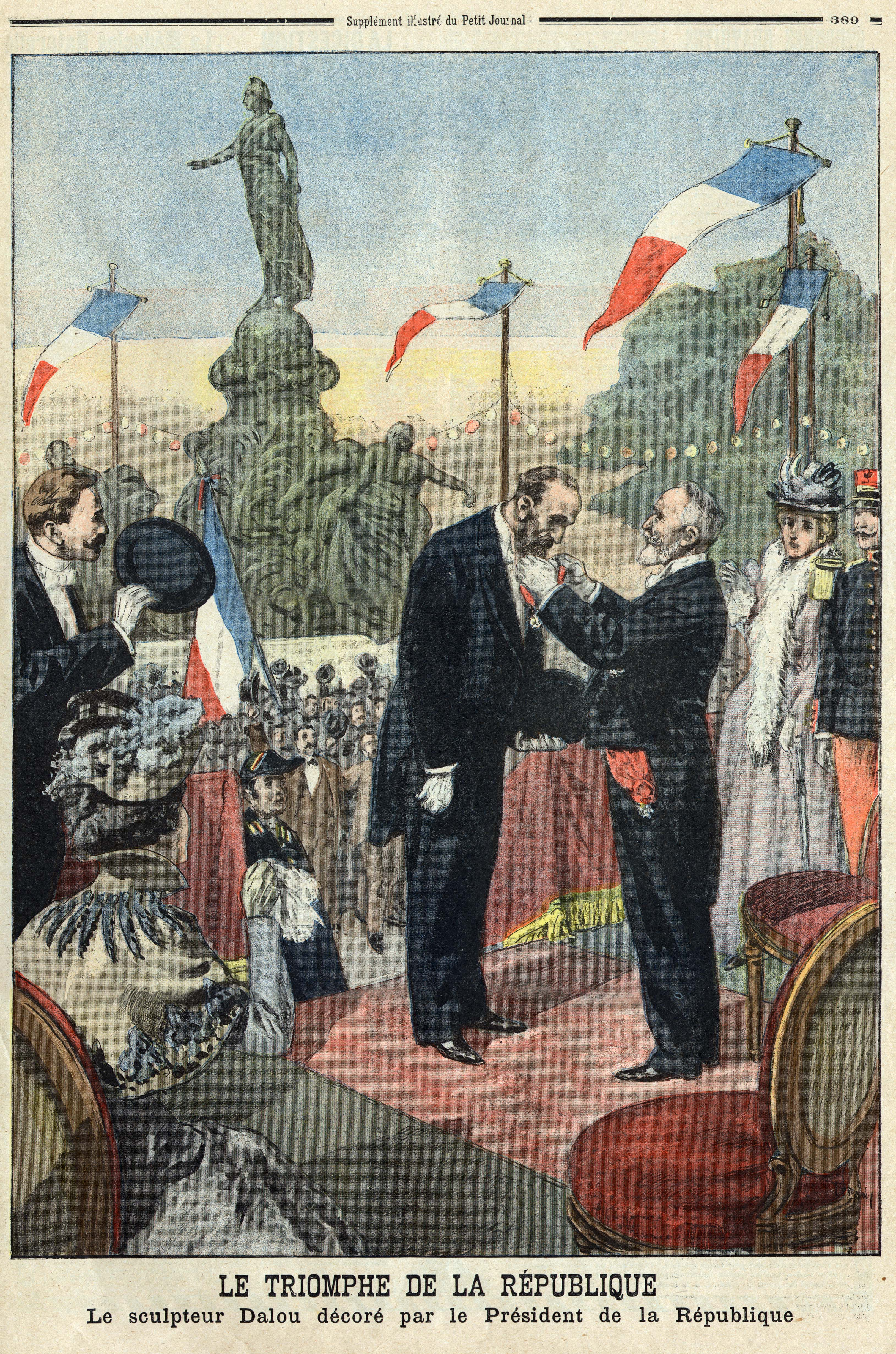
Le sculpteur Jules Dalou décoré par le président Émile Loubet (1899).
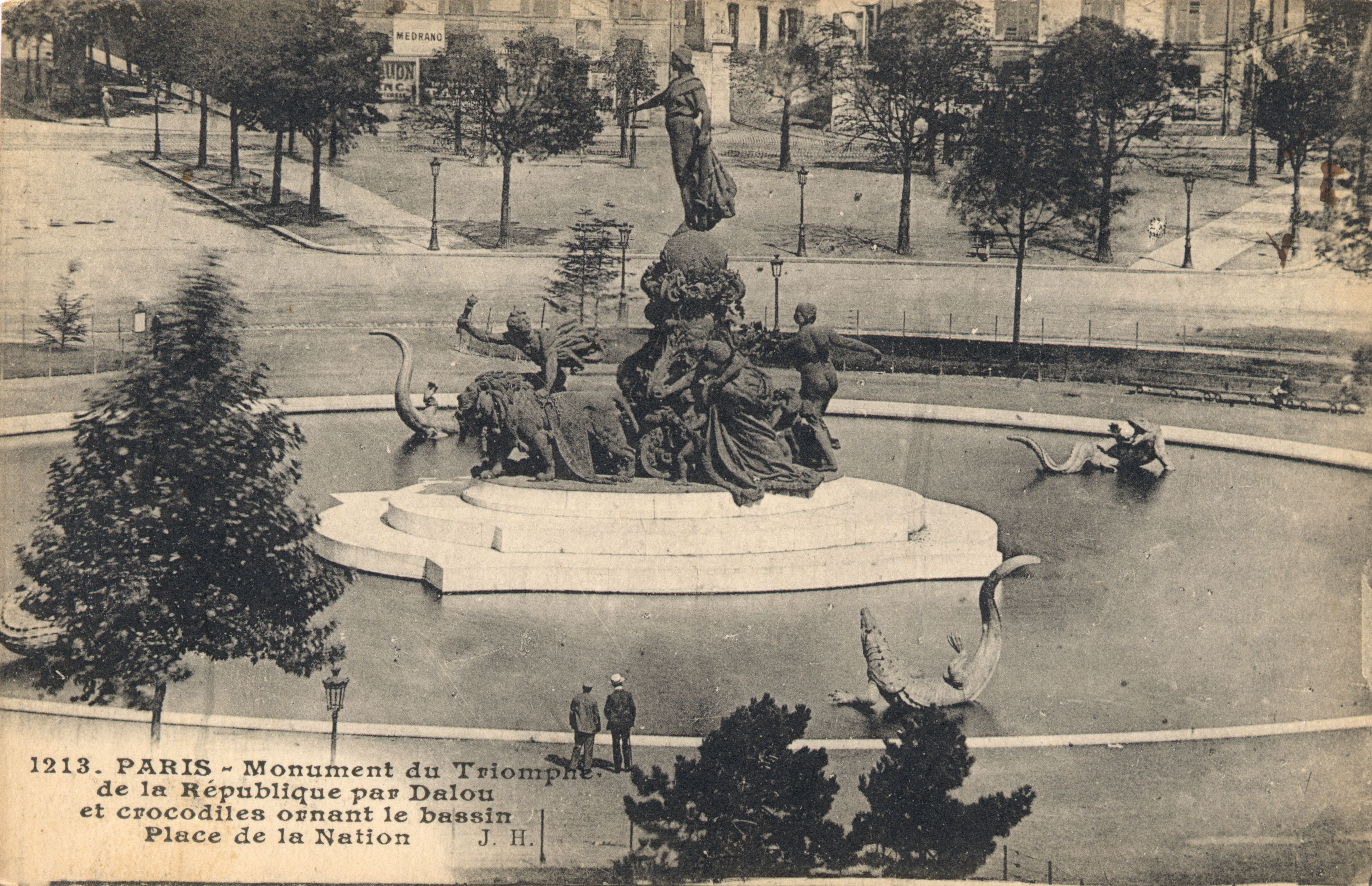
Le monument avec son bassin et les monstres marins de Georges Gardet (vers 1908).

## Description
Debout sur un char tiré par deux lions, symboles de la force populaire, et conduit par le Génie de la Liberté éclairant la route de son flambeau, la République est entourée des allégories du Travail (le forgeron, un marteau sur l'épaule), de la Justice (une femme tenant un manteau d'hermine et la main de justice), et de la Paix (dite aussi l'Abondance, répandant des fleurs).
La figure sommitale de la République (ou Marianne) prend appui sur un faisceau, attribut hérité de la République romaine, et porte le bonnet phrygien, symbole républicain de la liberté. Sous ses pieds, le globe terrestre évoque le caractère universel de la République. Des enfants symbolisent l'Instruction (portant un livre et les outils des métiers du bâtiment), l'Équité (chargé d'une balance) et la Richesse (tenant une corne d'abondance). La représentation de Marianne avec un de ses seins étant nu est similaire à la peinture d'Eugène Delacroix La Liberté guidant le peuple, qui fait référence aux Trois Glorieuses (juillet 1830), et symbolise généralement une force ou une divinité nourricière, maternelle, qui prend soin de ses enfants.

Les allégories
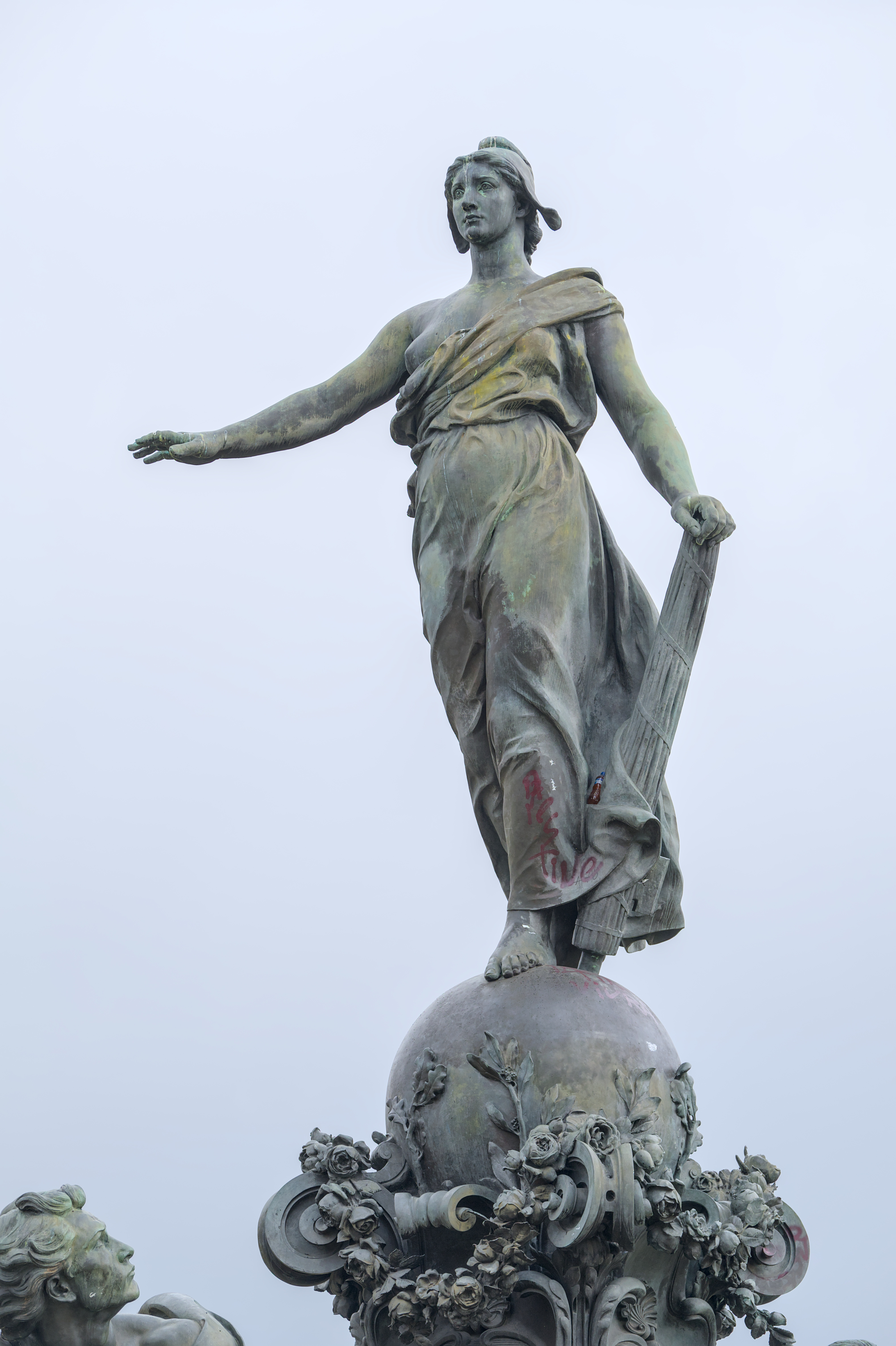
La République.
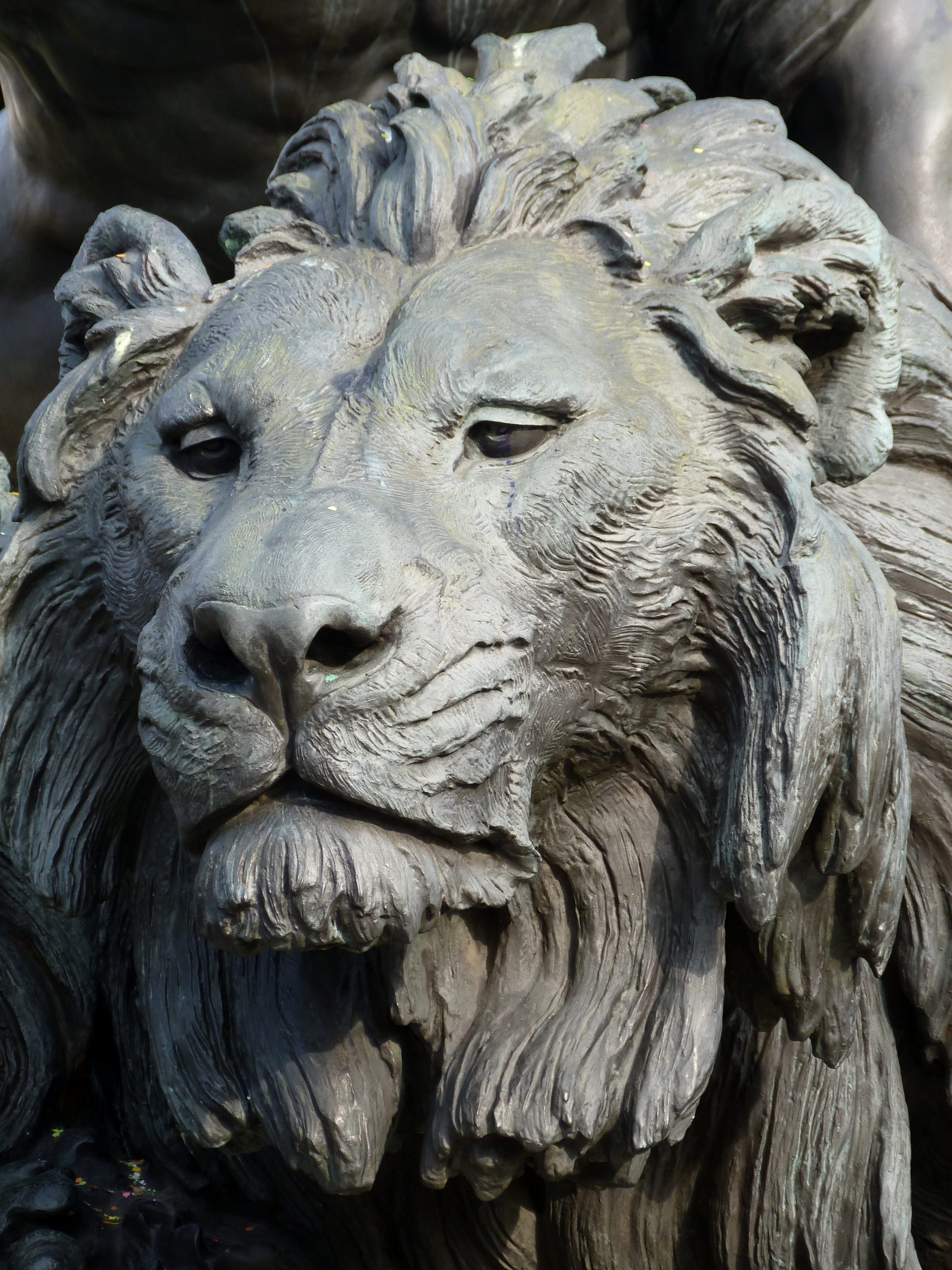
Détail d'un des lions symbolisant la force populaire.
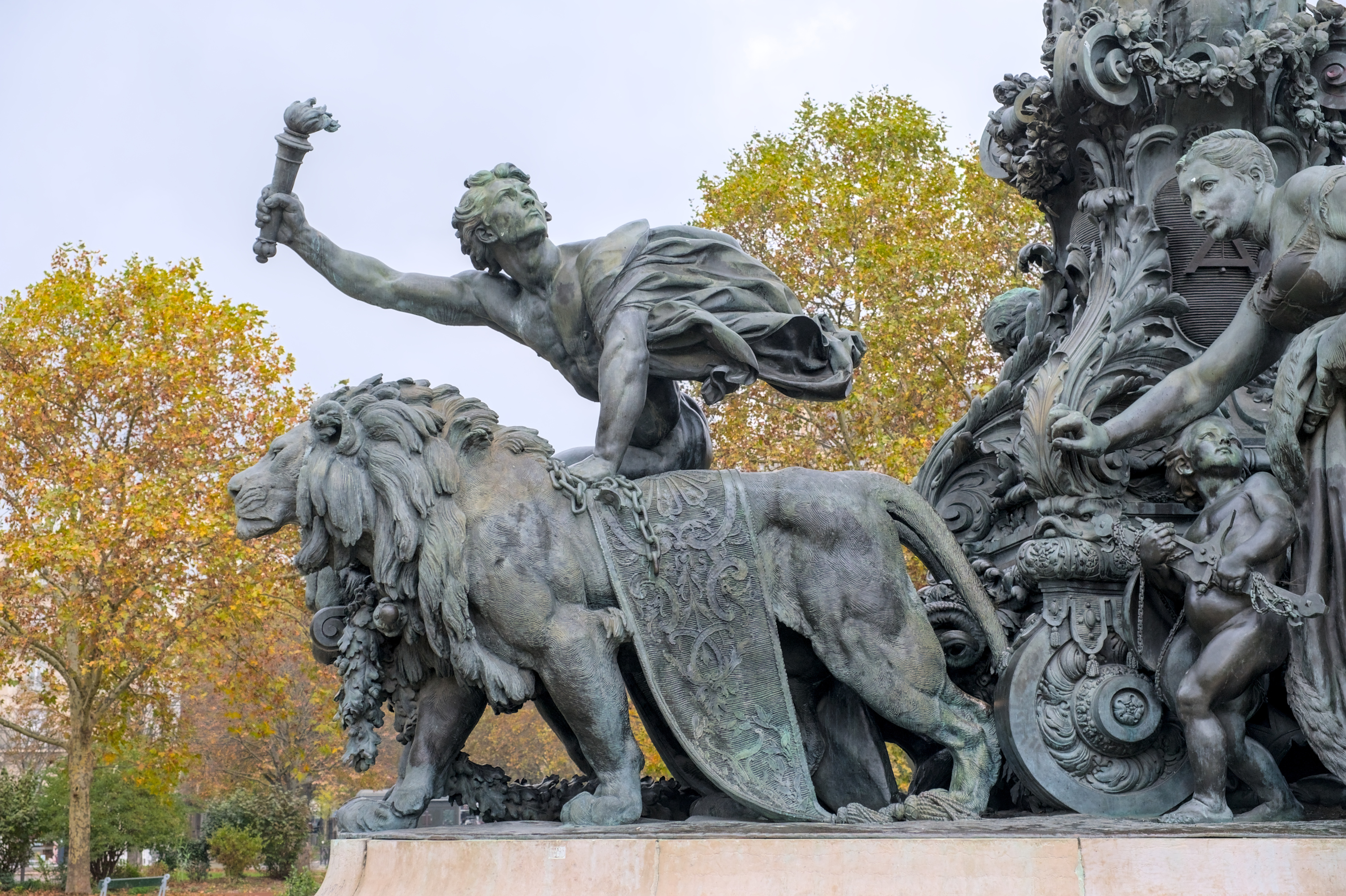
Le Génie de la Liberté.
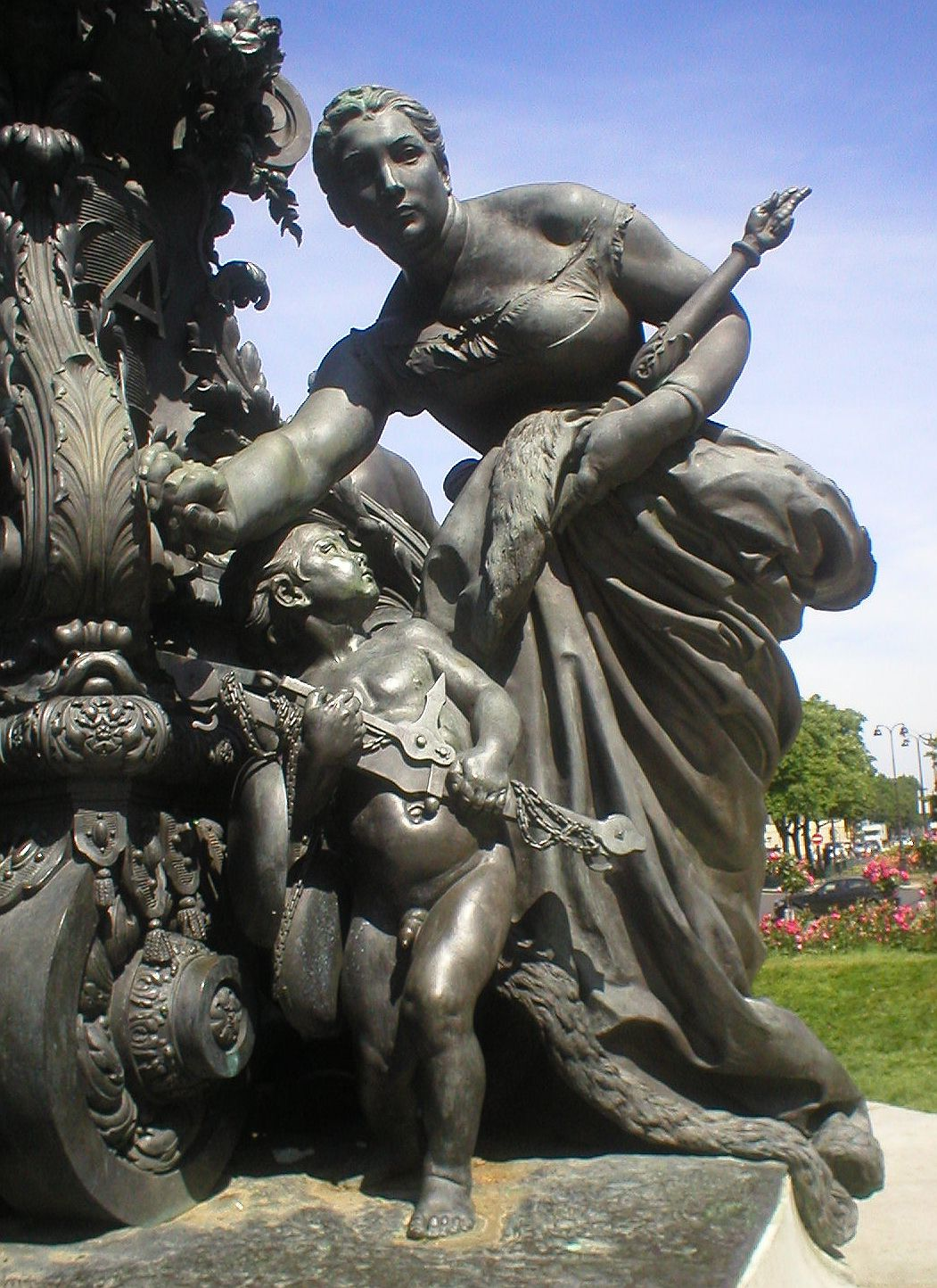
La Justice.
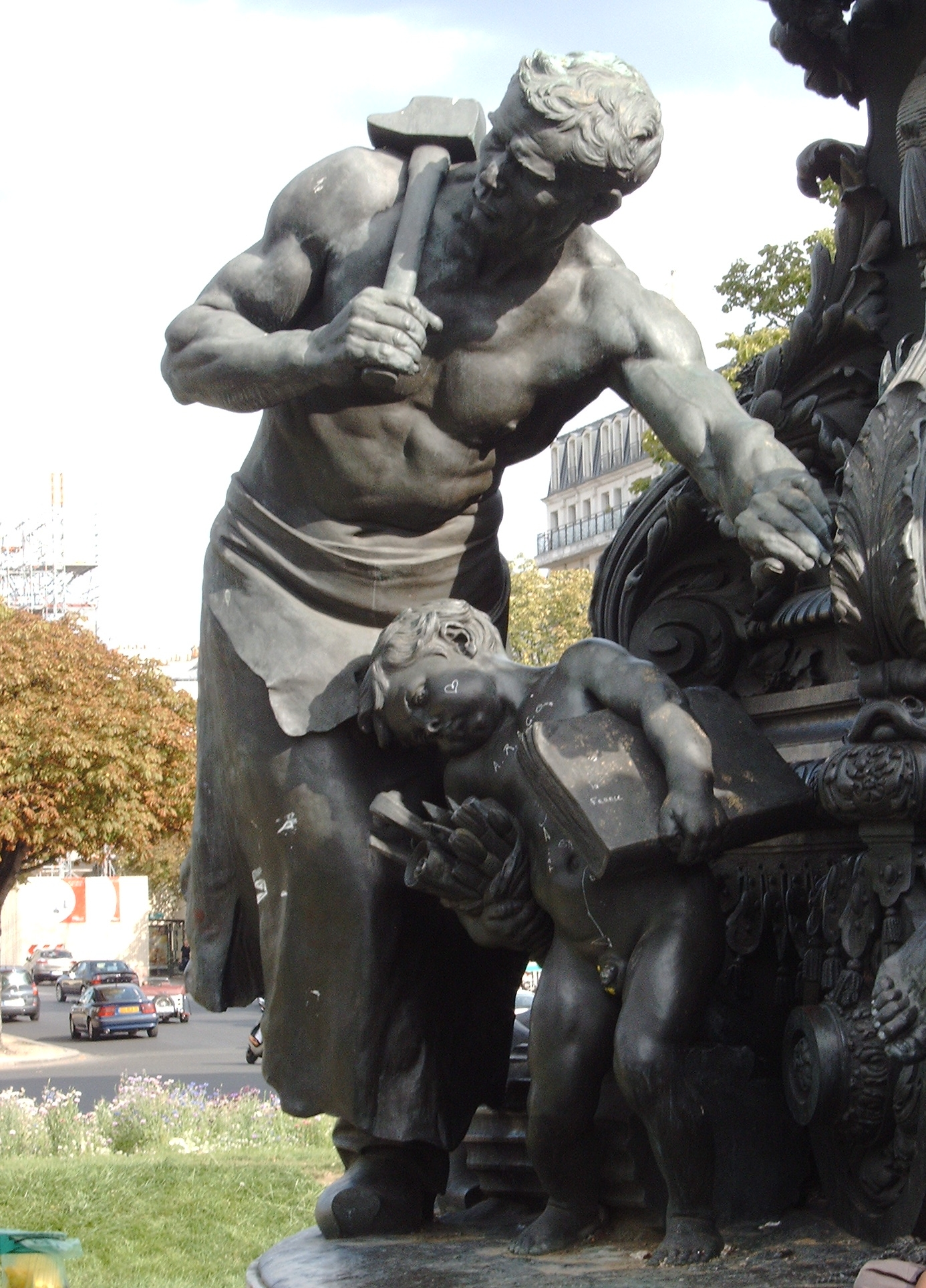
Le Travail.
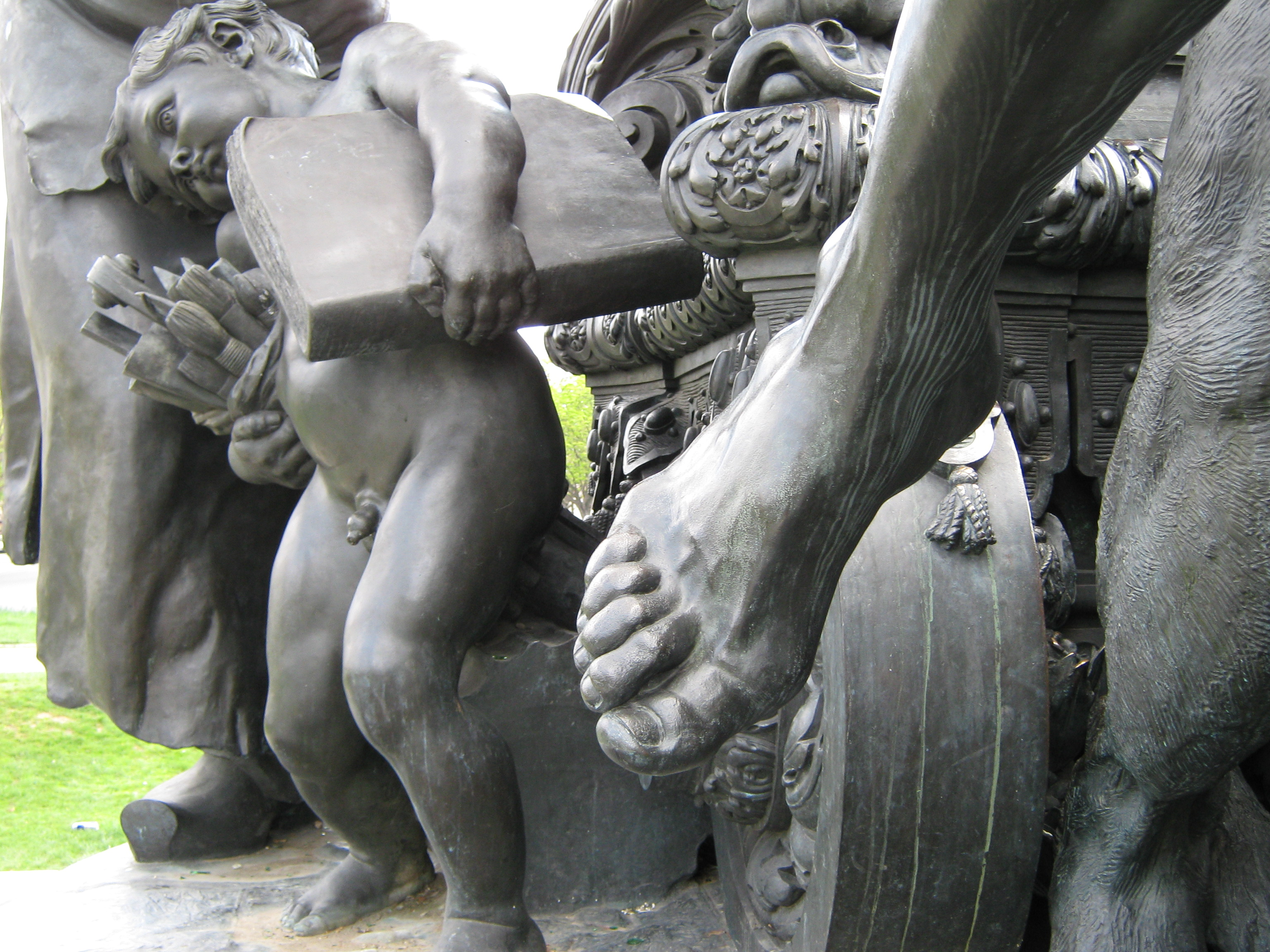
L'Instruction.
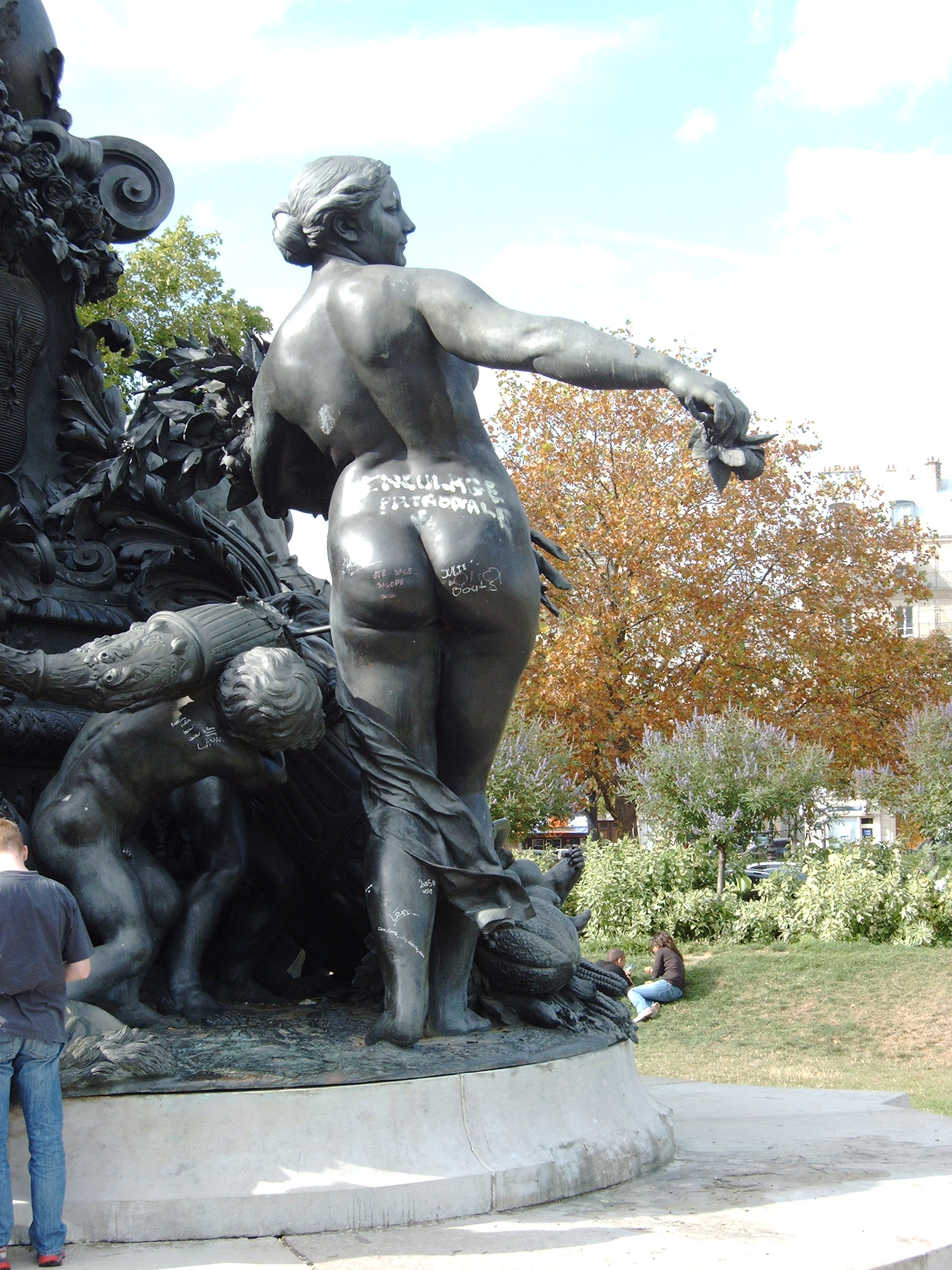
L'Abondance.
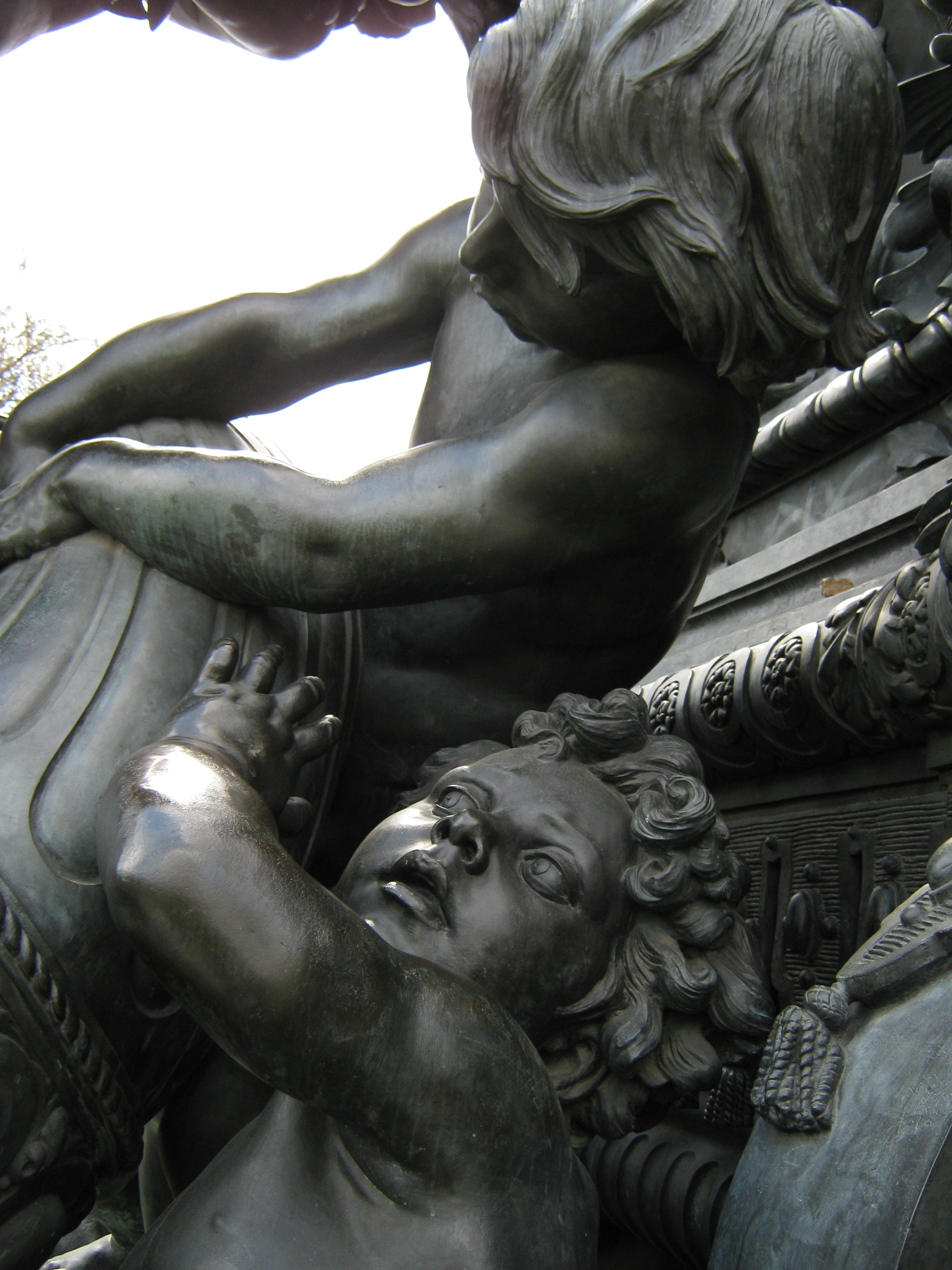
La Richesse.
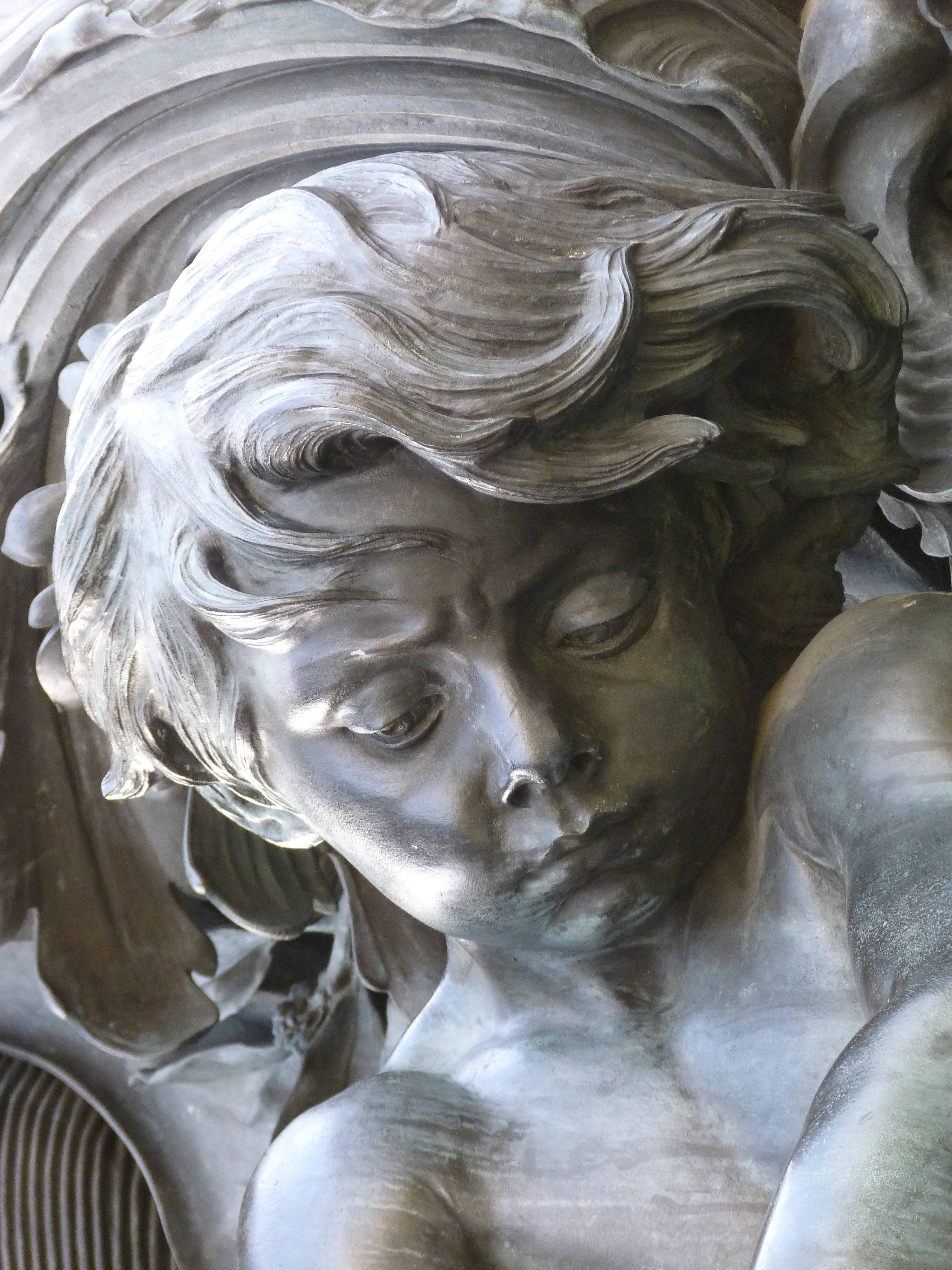
Détail d'un des putti de la Richesse.
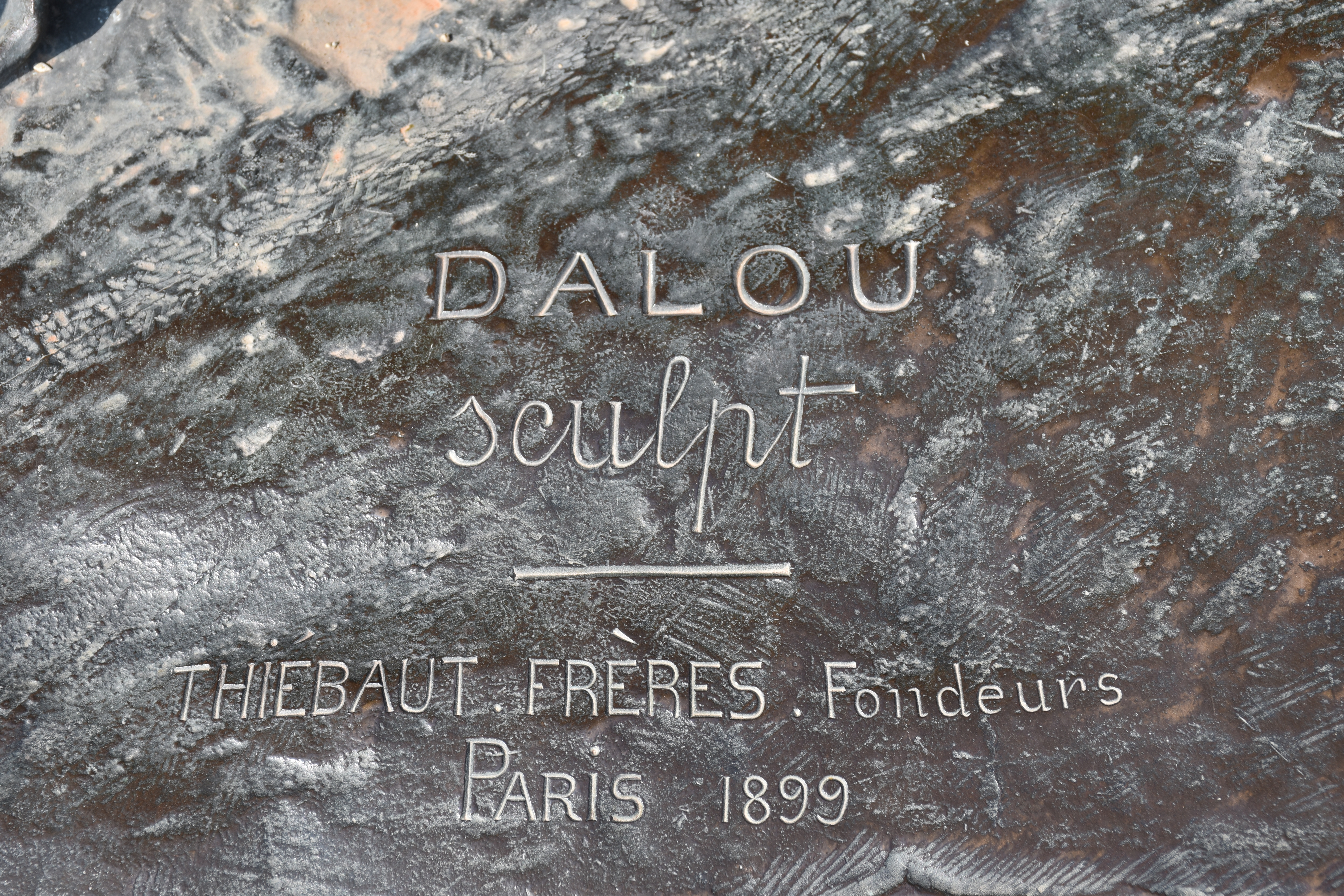
Détail de la signature du sculpteur et du fondeur